# Daßlitz
Daßlitz ist ein Ortsteil von Langenwetzendorf im Landkreis Greiz in Thüringen.

## Lage
Daßlitz liegt nordwestlich von Greiz an der Landstraße 1085 und an der Kreuzung zur Bundesstraße 92. An dieser befindet sich das Gewerbegebiet Daßlitzer Kreuz. Die Gemarkung des Ortes befindet sich im auslaufenden östlichen Thüringer Schiefergebirge. Die Flur ist kupiert und mit Wald und begrünten Bächen versehen.

## Geschichte
Am 24. August 1302 wurde der Ort erstmals urkundlich erwähnt. Daßlitz und Nitschareuth wurden am 1. Januar 1996 nach Langenwetzendorf eingemeindet. 

## Gewerbe
Von 1992 bis 1994 wurde das Gewerbegebiet Daßlitzer Kreuz beidseitig an der B 92 errichtet. Weiterhin gibt es im Ort eine Agrargenossenschaft und einen Milchviehstall.

## Söhne und Töchter des Ortes
- Oswald Fischer (1863–1931), deutscher Schuhmachermeister und Politiker (SPD)